# Cees Koch (lekkoatleta)
Cornelis „Cees” Koch (ur. 16 lipca 1936 w Rotterdamie, zm. 14 września 2021) – holenderski lekkoatleta, specjalista rzutu dyskiem i pchnięcia kulą, wicemistrz Europy z 1962, dwukrotny olimpijczyk.
Na mistrzostwach Europy w 1958 w Sztokholmie zajął 10. miejsce w rzucie dyskiem. Zajął 22. miejsce w tej konkurencji na igrzyskach olimpijskich w 1960 w Rzymie.
Zdobył srebrny medal w rzucie dyskiem na mistrzostwach Europy w 1962 w Belgradzie. Na igrzyskach olimpijskich w 1964 w Tokio odpadł w kwalifikacjach tej konkurencji.
Był mistrzem Holandii w rzucie dyskiem w latach 1956, 1958–1962, 1964, 1965 i 1970 oraz w pchnięciu kulą w latach 1955, 1956 i 1958–1962.
Wielokrotnie poprawiał rekord Holandii w rzucie dyskiem do wyniku 58,05 m (20 maja 1962 w Rotterdamie) oraz w pchnięciu kulą do rezultatu 16,55 (3 lipca 1960 w Enschede).